# 140-я стрелковая бригада
140-я стрелковая бригада — воинское соединение СССР в Великой Отечественной войне.

## История
Формировалась с декабря 1941 года в посёлке Уяр (станция Клюквенная) Красноярского Края. Бригада укомплектовывалась в основном за счёт личного состава кадровых частей, дислоцированных в Монголии, и частично мобилизованными и выздоравливающими после ранения.
В действующей армии с 2 марта 1942 по 16 мая 1943 года.
12 февраля 1942 года бригада начала погрузку на станции Клюквенная, разгрузилась в Волхове и в начале марта 1942 года вошла в состав 4-го гвардейского стрелкового корпуса.
С началом наступления корпуса 16 марта 1942 года между Посадниковым Островом и Погостье для развития прорыва 54-й армии, вместе со 137-й стрелковой бригадой составляла третий эшелон корпуса. В бои вступила 24 марта 1942 года севернее Зенино (без 3-го батальона, который находился у деревни Малиновка) с задачей «наступать с целью овладения районом рощи „Хвойная“, перерезать дорогу Кондуя — Смердыня, имея в виду быть готовой к отражению контратак противника с направлений Макарьевской Пустыни и Смердыни, содействуя частью сил 3-й гвардейской стрелковой дивизии в овладении районом Смердыня, Доброе, Васино». Однако, наступление бригады было остановлено, тем не менее бойцы окопались и потерь было сравнительно немного. К атаке бригада была готова только 26 марта 1942 года и в течение боя, длившегося весь день бригада сумела прорвать оборону противника, захватить участок дороги Кондуя — Смердыня, но при этом понесла большие потери. Затем бригада до конца апреля вела бои за рощу «Хвойная», затем была переброшена к роще «Клин», 9 мая 1942 года из второго эшелона введена в бой с задачей овладеть восточным берегом реки Тигоды. Бригада форсировала реку, перерезала дорогу Липовик — Дубовик, после чего отбивает настойчивые контратаки противника. В конце мая 1942 года на передовых позициях бригаду сменила 311-я стрелковая дивизия, а бригада заняла позиции во втором эшелоне за левым флангом дивизии.
С 24 августа 1942 года бригада начала получать недостающее до комплекта вооружение и получила задачу сосредоточиться в тыловом районе 8-й армии близ населённых пунктов Красный Октябрь, Овдокало, Подрыло. С 1 сентября 1942 года бригада переходит в наступление с рубежа реки Чёрная, и тесня противника, под постоянным воздействием авиации, к 2 сентября 1942 года продвинулась до дороги Торфяник — Келколово, к 4 сентября 1942 года ещё чуть далее, но была окружена и более суток вела бой в окружении. На 10 сентября 1942 года бригада вела оборону в промежутке между 294-й и 259-й стрелковыми дивизиями. 11 сентября 1942 года бригада получила приказ о выходе к селу Килози на пополнение. После пополнения бригада, насчитывающая около 600 человек, была переподчинена командованию 6-го гвардейского стрелкового корпуса, до конца сентября 1942 года вела оборону под Синявино, затем была передислоцирована в район Апраксина Городка и заняла оборону в полутора километрах от населённого пункта. С 3 октября 1942 года бригада направлена во фронтовой резерв в село Никольское, а затем была возвращена вновь в 54-ю армию, где вновь заняла позиции во втором эшелоне позади 311-й стрелковой дивизии, а затем под Ново-Киришами, где и стоит до весны 1943 года.
16 мая 1943 года обращена на формирование 136-й стрелковой дивизии

## Подчинение
| Дата            | Фронт (округ)                                              | Армия      | Корпус                            | Примечания                                            |
| --------------- | ---------------------------------------------------------- | ---------- | --------------------------------- | ----------------------------------------------------- |
| 01.01.1942 года | Сибирский военный округ                                    | -          | -                                 | -                                                     |
| 01.02.1942 года | Сибирский военный округ                                    | -          | -                                 | -                                                     |
| 01.03.1942 года | Резерв Ставки ВГК                                          | -          | -                                 | -                                                     |
| 01.04.1942 года | Ленинградский фронт                                        | 54-я армия | 4-й гвардейский стрелковый корпус | -                                                     |
| 01.05.1942 года | Ленинградский фронт (Группа войск Волховского направления) | 54-я армия | 4-й гвардейский стрелковый корпус | -                                                     |
| 01.06.1942 года | Ленинградский фронт (Волховская группа войск)              | 54-я армия | 4-й гвардейский стрелковый корпус | -                                                     |
| 01.07.1942 года | Волховский фронт                                           | 54-я армия | 4-й гвардейский стрелковый корпус | -                                                     |
| 01.08.1942 года | Волховский фронт                                           | 54-я армия | 4-й гвардейский стрелковый корпус | -                                                     |
| 01.09.1942 года | Волховский фронт                                           | -          | 4-й гвардейский стрелковый корпус | передана с 8 сентября 1942 в состав 2-й ударной армии |
| 01.10.1942 года | Волховский фронт                                           | -          | 4-й гвардейский стрелковый корпус | -                                                     |
| 01.11.1942 года | Волховский фронт                                           | 54-я армия | -                                 | -                                                     |
| 01.12.1942 года | Волховский фронт                                           | 54-я армия | -                                 | -                                                     |
| 01.01.1943 года | Волховский фронт                                           | 54-я армия | -                                 | -                                                     |
| 01.02.1943 года | Волховский фронт                                           | 54-я армия | -                                 | -                                                     |
| 01.03.1943 года | Волховский фронт                                           | 54-я армия | -                                 | -                                                     |
| 01.04.1943 года | Волховский фронт                                           | 54-я армия | -                                 | -                                                     |
| 01.05.1943 года | Волховский фронт                                           | 54-я армия | -                                 | -                                                     |

## Командиры
- подполковник Владимиров, Борис Александрович